# Pia Mia

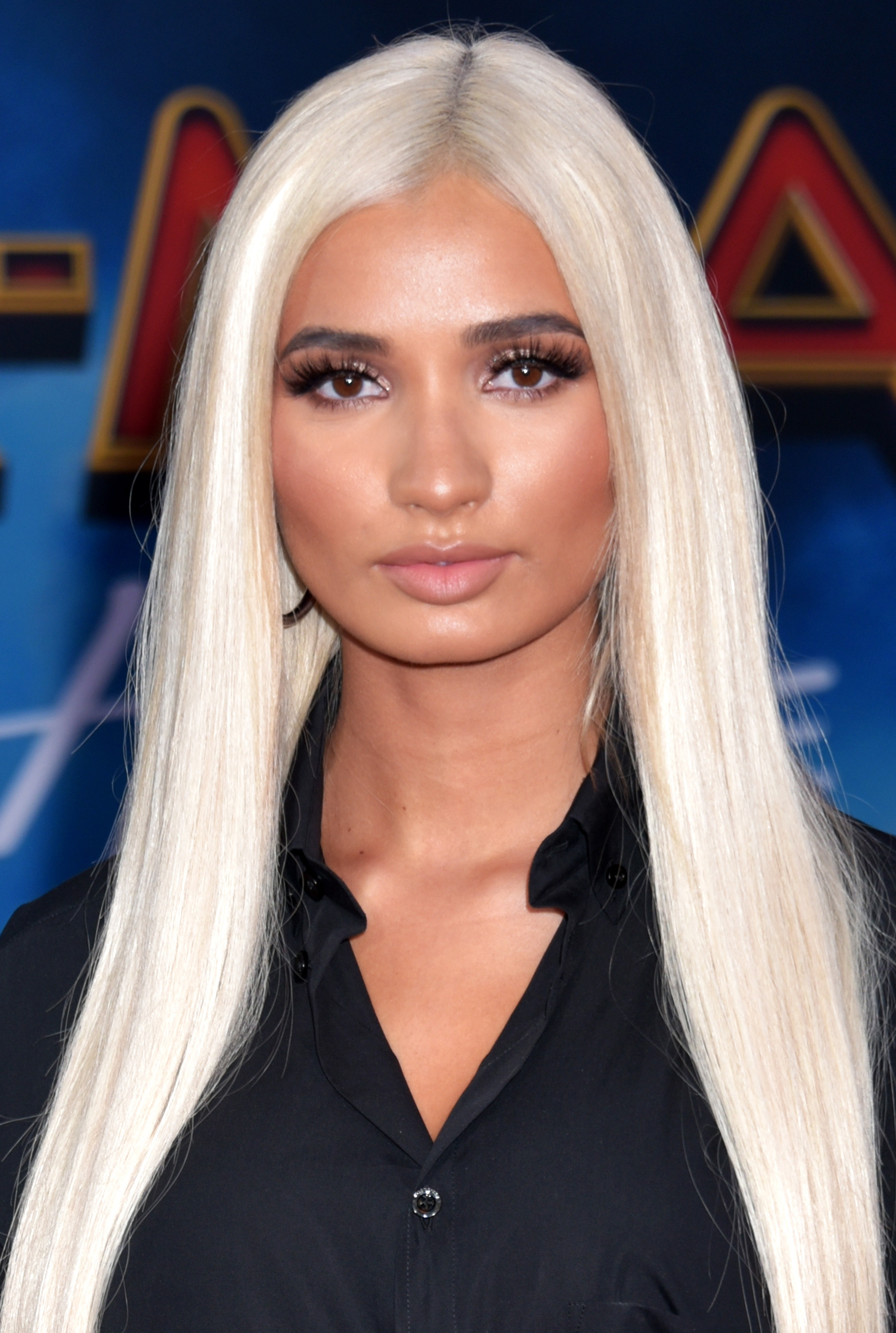
Pia Mia (2019)

Pia Mia Perez (* 19. September 1996 in Guam) ist eine US-amerikanische Sängerin. Bekannt wurde sie durch das Einstellen von Videos auf der Internetseite YouTube, in denen sie sang.

## Karriere
Pia Mia Perez wurde 2013 dem Manager Abou „Bu“ Thiam, der auch der Manager von Chris Brown ist, vorgestellt. Daraufhin begann sie, mit dem Produzenten Nic Nac an ihrer Musik zu arbeiten. Am 23. Dezember 2013 veröffentlichte sie ihre erste EP kostenlos online. 
Anfang 2015 veröffentlichte sie die Promo-Single Fuck with U, bei der sie vom US-amerikanischen Rapper G-Eazy unterstützt wird. Ursprünglich war das Lied als erste Singleauskopplung aus ihrem geplanten Debütalbum geplant, was jedoch auf Grund des mangelnden kommerziellen Erfolges verworfen wurde. Am 4. Mai 2015 wurde Do It Again veröffentlicht, welches Pia Mia gemeinsam mit Chris Brown und Tyga aufgenommen hatte. In den britischen Singlecharts erreichte das Lied Platz 8, für über 400.000 verkaufte Exemplare in Großbritannien wurde Do It Again von der British Phonographic Industry mit einer Goldenen Schallplatte ausgezeichnet.
Am 30. Oktober 2015 wurde die Single Touch veröffentlicht, welche kommerziell jedoch weniger erfolgreich als Do It Again war.

## Diskografie

### EPs
- 2014: The Gift
- 2017: The Gift 2
- 2021: My Side
- 2021: Christmas

### Singles als Leadmusikerin
| Jahr | Titel Album | Höchstplatzierung, Gesamtwochen, AuszeichnungChartplatzierungen (Jahr, Titel, Album, Platzierungen, Wochen, Auszeichnungen, Anmerkungen) | Höchstplatzierung, Gesamtwochen, AuszeichnungChartplatzierungen (Jahr, Titel, Album, Platzierungen, Wochen, Auszeichnungen, Anmerkungen) | Höchstplatzierung, Gesamtwochen, AuszeichnungChartplatzierungen (Jahr, Titel, Album, Platzierungen, Wochen, Auszeichnungen, Anmerkungen) | Anmerkungen                                                |
| Jahr | Titel Album | DE | UK | US | Anmerkungen                                                |
| ---- | ----------- | --- | --- | --- | ---------------------------------------------------------- |
| 2015 | Do It Again | — | UK8 Platin · (28 Wo.)UK | US71 ×2Doppelplatin · (11 Wo.)US | Erstveröffentlichung: 4. Mai 2015 feat. Chris Brown & Tyga |
| 2015 | Touch       | — | UK47 Silber · (12 Wo.)UK | — | Erstveröffentlichung: 30. Oktober 2015                     |

Weitere Singles
- 2013: Red Love
- 2014: Mr. President
- 2017: I’m a Fan (feat. Jeremih)
- 2017: Off My feet
- 2019: Bitter Love
- 2020: Princess
- 2020: HOT
- 2021: Whole Thing

Promo-Singles
- 2011: Bubblegum Boy (mit Bella Thorne)
- 2013: The Last Man On Earth
- 2013: Shotgun Love
- 2013: What a Girl Wants
- 2015: Fuck With U (feat. G-Eazy)
- 2016: We Should Be Together
- 2019: Crybaby (feat. Theron Theron)
- 2019: Feel Up (mit YG)
- 2019: Don't Get Me Started (mit Gunna, Carnage)
- 2021: 730
- 2021: Only One

### Singles als Gastmusikerin
| Jahr | Titel Album    | Höchstplatzierung, Gesamtwochen, AuszeichnungChartplatzierungen (Jahr, Titel, Album, Platzierungen, Wochen, Auszeichnungen, Anmerkungen) | Höchstplatzierung, Gesamtwochen, AuszeichnungChartplatzierungen (Jahr, Titel, Album, Platzierungen, Wochen, Auszeichnungen, Anmerkungen) | Höchstplatzierung, Gesamtwochen, AuszeichnungChartplatzierungen (Jahr, Titel, Album, Platzierungen, Wochen, Auszeichnungen, Anmerkungen) | Anmerkungen                                                 |
| Jahr | Titel Album    | DE | UK | US | Anmerkungen                                                 |
| ---- | -------------- | --- | --- | --- | ----------------------------------------------------------- |
| 2016 | Boys & Girls – | DE39 (6 Wo.)DE | UK21 Silber · (12 Wo.)UK | — | Erstveröffentlichung: 1. April 2016 will.i.am feat. Pia Mia |

Weitere Gastbeiträge
- 2014: Fight For You (mit Chance The Rapper)
- 2020: Lovefool (twocolors feat. Pia Mia)
- 2020: Cuddled Up (John Lindahl feat. Pia Mia)
- 2021: Good Luck (James Hype feat. Pia Mia)
- 2022: How We Do It (Sean Paul feat. Pia Mia)

## Auszeichnungen für Musikverkäufe
| Goldene Schallplatte - Polen - 2016: für die Single Do It Again - Schweden - 2015: für die Single Do It Again | Platin-Schallplatte - Australien - 2015: für die Single Do It Again - Brasilien - 2024: für die Single Do It Again - Dänemark - 2020: für die Single Do It Again 3× Platin-Schallplatte - Neuseeland - 2023: für die Single Do It Again |

Anmerkung: Auszeichnungen in Ländern aus den Charttabellen bzw. Chartboxen sind in ebendiesen zu finden.
| Land/RegionAuszeichnungen für Musikverkäufe (Land/Region, Auszeichnungen, Verkäufe, Quellen) | Silber     | Gold     | Platin     | Verkäufe  | Quellen              |
| -------------------------------------------------------------------------------------------- | ---------- | -------- | ---------- | --------- | -------------------- |
| Australien (ARIA)                                                                            | —          | —        | Platin1    | 70.000    | aria.com.au          |
| Brasilien (PMB)                                                                              | —          | —        | Platin1    | 60.000    | pro-musicabr.org.br  |
| Dänemark (IFPI)                                                                              | —          | —        | Platin1    | 90.000    | ifpi.dk              |
| Neuseeland (RMNZ)                                                                            | —          | —        | 3× Platin3 | 90.000    | radioscope.co.nz     |
| Polen (ZPAV)                                                                                 | —          | Gold1    | —          | 10.000    | olis.pl              |
| Schweden (IFPI)                                                                              | —          | Gold1    | —          | 20.000    | sverigetopplistan.se |
| Vereinigte Staaten (RIAA)                                                                    | —          | —        | Platin1    | 1.000.000 | riaa.com             |
| Vereinigtes Königreich (BPI)                                                                 | 2× Silber2 | —        | 2× Platin2 | 1.600.000 | bpi.co.uk            |
| Insgesamt                                                                                    | 2× Silber2 | 2× Gold2 | 9× Platin9 |           |                      |